# Vườn quốc gia Bạch Mã
Vườn quốc gia Bạch Mã là một vườn quốc gia thuộc thành phố Huế, cách trung tâm thành phố Huế 40 km. Được thành lập theo quyết định số 214-CT ngày 15 tháng 7 năm 1991 của Chủ tịch Hội đồng Bộ trưởng Việt Nam.

## Vị trí
Tọa độ: Từ 16°05′ tới 16°15′ vĩ bắc và 107°43′ tới 107°53′ kinh đông.
Với diện tích 22.030 ha, chủ yếu nằm trên xã Phú Lộc thuộc thành phố Huế. Đỉnh Bạch Mã với độ cao 1.450 m so với mực nước biển là đỉnh núi cao nhất của vườn.
Quyết định số 01/QĐ-TTg ngày 02 tháng 1 năm 2008 của Thủ tướng Chính phủ nước Cộng hòa Xã hội chủ nghĩa Việt Nam quyết định mở rộng diện tích vườn quốc gia Bạch Mã lên thành 37.487 ha. Diện tích vườn quốc gia Bạch Mã sau khi mở rộng nằm trên 3 huyện: huyện Phú Lộc và huyên Nam Đông thuộc tỉnh Thừa Thiên Huế và huyện Đông Giang thuộc tỉnh Quảng Nam.

## Sinh học
Vườn có tính đa dạng sinh học cao. Thực vật ở đây gồm 2147 loài, trong đó có một số loài hiếm và có giá trị như hoàng đàn giả, trầm hương. Động vật đã ghi nhận được 1.493 loài, đặc biệt có một số loài thú mới được phát hiện ở Việt Nam như sao la.
Về côn trùng, vườn quốc gia Bạch Mã đã xác định được 894 loài của 580 chi và nằm trong 125 họ và 17 bộ, gồm bộ Cánh vảy với 310 loài, 190 chi, 22 họ; bộ Cánh cứng với 200 loài, 145 giống, 17 họ. Bộ Cánh nửa có 60 loài, 47 chi và 12 họ. Chiếm số lượng thấp nhất là bộ Cánh da với 3 loài, 3 chi và 3 họ.